# Dalila Ennadre
Dalila Ennadre (Casablanca, Marruecos; 12 de agosto de 1966 -París, 14 de mayo de 2020) fue una directora de cine marroquí, conocida por realizar documentales sobre la vida cotidiana en Marruecos y retratos de mujeres.

## Biografía
Nació el 12 de agosto de 1966 en Casablanca, Marruecos y creció en Francia, Chemin de Marvilles en Saint-Denis y luego en la cité des 4000, en La Courneuve . Su hermano mayor, Touhami Ennadre, se apasionó por la fotografía y se convirtió en artista-fotógrafo.  Dejó sus estudios a los 16 años y, de 1985 a 1996, residió sucesivamente en Guyana, Alemania, Marruecos y Quebec. Durante este período, estudió cine como autodidacta y trabajó como gerente de producción en series de televisión o películas por encargo para instituciones.
En 1987, hizo un primer documental sobre la vida cotidiana en Marruecos, Por la gracia de Alá, sobre un molinero de las montañas marroquíes. En 1994, filmó Ídolos a la sombra. De 1996 a 1999, trabajó para L'Yeux Ouvert como gerente de producción y editora, especialmente en La Ballade des sans papiers en 1997, y Nous retournerons un jour  en 1999. Ese mismo año 1999, volvió a a la dirección con El Batalett, Femmes de la médina (El Batalett, mujeres de la medina) retratando a  algunas mujeres marroquíes que vivían en el barrio pobre de la antigua medina de Casablanca, donde nació, así como el retrato de sus hijos y adolescentes.
Los logros se vinculan a la década de 2000, incluida La caravane de Mé Aïcha (La caravana de Mé Aïcha) en 2003 sobre la vida de una poetisa en el desierto, Fama... une héroïne sans gloire (Fama... una heroína  sin gloria) en 2004 sobre una activista democrática, Je voudrais vous raconter (Quisiera contaros) en 2005 sobre la realidad de la vida de las mujeres en el momento de la reforma del derecho de familia, y J'ai tant aimé…,  filmada en 2008 sobre una exprostituta del ejército francés.
En 2012, actuó en una película de Brahim Fritah, Chronicles of a playground . En 2013, estaba en la residencia artística en Espace 1789 en Saint-Ouen. Regresó a la antigua medina de Casablanca para proyectar Des murs et des hommes. Su último trabajo fue un documental dedicado a Jean Genet, quien vivió los últimos diez años de su vida en Larache, donde fue enterrado, en el antiguo cementerio español.
Murió a los cincuenta y tres años en París el 14 de mayo de 2020 a causa de un cáncer que le fue diagnosticado en 2018.

## Algunas distinciones
- 2002, el Gran Premio en las reuniones documentales Traces de vies en Clermont-Ferrand y Vic-le-Comte concedido por el documental El Batalett, Femmes de la médina.[9]

- 2009, la película J'ai tant aimé… recibió el premio al mejor documental en el Festival de Cine Africano en Tarifa, España.[10]
- 2014, Des murs et des hommes recibió el Gran Premio Documental del Maghreb Film Festival de Argel y el Grand Prix TV 2M en el Fidadoc (festival internacional de cine documental) de Agadir.[1]

## Obras

### Como directora
- 1987 : Par la grâce d’Allah
- 1994 : Idoles dans l’ombre
- 1999 : Loups du désert
- 2001 : El Batalett, Femmes de la médina[11]
- 2003 : La caravane de Mé Aïcha
- 2004 : Fama, une héroïne sans gloire
- 2005 : Je voudrais vous raconter
- 2008 : J'ai tant aimé…
- 2014 : Des murs et des hommes
- 2019 : Jean Genet, notre père des fleurs.

### Como actriz
- 2012: Crónicas de un parque infantil . Ella interpreta a la madre

#### Trabajos
- Patricie Caillé, « Ennadre, Dalila [Casablanca 1966] », dans Béatrice Didier, Antoinette Fouque et Mireille Calle-Gruber (dir.), Le dictionnaire universel des créatrices, Éditions des femmes, 2013 (lire en ligne), p. 1428.
- Roy Armes (2015). New Voices in Arab Cinema (en inglés). Indiana University Press. p. 78,79..

#### Artículos de prensa
- Catherine Humblot (décembre de 2001). «Résistantes du quotidien». Le Monde (en francés). .
- Rédaction LM (janvier de 2002). «Le palmarès de Traces de vie». Le Monde (en francés).
- Olivier Barlet (juillet de 2002). «Femmes de la médina – El Batalett - de Dalila Ennadre». Africultures (en francés). .
- «Ce que j’ai enduré en banlieue m’a renvoyé à mes racines et m’a permis de découvrir que je venais d’une culture millénaire». Libération (Maroc). novembre de 2014. Libema. .
- Claire Diao (octobre de 2014). «FCAT 2014  Festival de Cine Africano de Cordoba) : Dalila Ennadre parle du non-dit de la sexualité au Maroc». Courrier International (en francés). Archivado desde el original el 1 de julio de 2016. Consultado el 21 de mayo de 2020. .
- Nadir Dendoune (mai de 2020). «La réalisatrice. franco-marocaine Dalila Ennadre est morte». Le courrier de l'Atlas (en francés).  (enlace roto disponible en Internet Archive; véase el historial, la primera versión y la última).

- Datos: Q24951543